# مارسل موس
مارسل موس (فرانسوی: Marcel Mauss‎؛ زاده ۱۰ مهٔ ۱۸۷۲ درگذشته ۱۰ فوریهٔ ۱۹۵۰) یک جامعه‌شناس و انسان‌شناس اهل فرانسه و خواهرزاده امیل دورکیم بوده‌ است. کارهای آکادمیک وی مرزهای جامعه‌شناسی و انسان‌شناسی را درنوردیده است. امروزه او احتمالاً بیشتر برای تحلیل‌هایش در حوزه‌هایی همچون جادو، ایثار و تبادل هدایا در فرهنگ‌های مختلف در سراسر جهان شناخته می‌شود. موس تأثیر شگرفی بر کلود لوی-استروس، بنیانگذار انسان‌شناسی ساختارگرا داشته‌ است. کتاب مشهور او «هدیه» (۱۳۰۴) است. موس در علوم اجتماعی از «واقعیت اجتماعی تام» سخن به‌میان آورد. او معتقد بود در مطالعهٔ واقعیت اجتماعی می‌باید وجوه مختلف آن مورد توجه باشد. این پدیده‌ها همزمان حقوقی، اقتصادی، مذهبی، زیبایی‌شناختی و مانند اینها هستند.